# Ольмонти
Ольмонти (пол. Olmonty) — село в Польщі, у гміні Юхновець-Косьцельний Білостоцького повіту Підляського воєводства.
Населення — 654 особи (2011).
У 1975-1998 роках село належало до Білостоцького воєводства.

## Демографія
Демографічна структура станом на 31 березня 2011 року:
|          | Загалом | Допрацездатний вік | Працездатний вік | Постпрацездатний вік |
| -------- | ------- | ------------------ | ---------------- | -------------------- |
| Чоловіки | 319     | 72                 | 216              | 31                   |
| Жінки    | 335     | 72                 | 206              | 57                   |
| Разом    | 654     | 144                | 422              | 88                   |